# 大魔境突破
大魔境突破（だいまきょうとっぱ、Valley of Mystery)は1966年に放送されたアメリカ合衆国のテレビ映画である。

## あらすじ
マイアミからカラカスに向かう航空のフライトがベネズエラのジャングルで墜落し、130人の乗客と過酷な環境下に置かれることになる。

## キャスト
| 役名             | 俳優                   | 日本語吹替                                |
| 役名             | 俳優                   | NETテレビ版                               |
| ---------------- | ---------------------- | ----------------------------------------- |
| ベン・バーストウ | ピーター・グレイブス   | 黒沢良                                    |
| リタ・ブラウン   | ロイス・ネットルトン   | 翠準子                                    |
| 機長             | リチャード・イーガン   | 外山高士                                  |
| 副操縦士         | ハリー・ガーディノ     | 嶋俊介                                    |
| ウォーカー       | ドン・スチュワート     | 仲木隆司                                  |
| リベラ           | フェルナンド・ラマス   | 小林昭二                                  |
| サンチェス       | ロドルフォ・アコスタ   | 加藤精三                                  |
| ホワン           | トニー・パティノ       | 井上真樹夫                                |
| ジョーイ         | リー・パターソン       | 加茂喜久                                  |
| ピート           | ジョビー・ベイカー     | 市川治                                    |
| ジョーン         | ジュリー・アダムス     | 平井道子                                  |
| 医者             | オーティス・ヤング     | 細井重之                                  |
| キーレイ         | ダグラス・ケネディ     | 塩見竜介                                  |
| スペンス         | レナード・ニモイ       | 千葉耕市                                  |
| アン             | バーバラ・ワール       | 浅井淑子                                  |
| コニィ           | カレン・シャープ       | 花形恵子                                  |
| ウェザリィ       | アルフレッド・ライダー | 前沢迪雄                                  |
| ハート           | ジョージ・タイン       | 国坂伸                                    |
| ボブ             |                        | 山田早苗                                  |
| 女               |                        | 菅谷政子                                  |
| 監督官           |                        | 村松康雄                                  |
| 少年             |                        | 沢井正延                                  |
| インディアン     |                        | 加藤修                                    |
|                  |                        |                                           |
| 演出             | 演出                   | 高桑慎一郎                                |
| 翻訳             | 翻訳                   | 山田実                                    |
| 効果             | 効果                   | サウンドハーモニー                        |
| 調整             | 調整                   | 遠矢征男                                  |
| 制作             | 制作                   | グロービジョン                            |
| 解説             | 解説                   | 淀川長治                                  |
| 初回放送         | 初回放送               | 1971年5月2日 『日曜洋画劇場』 21:00-22:55 |